# Île Curtis (États-Unis)
L'île Curtis, ou Curtis Island, est une île du Maine aux États-Unis appartenant administrativement à Camden.

## Toponymie
Elle a été nommée en 1934 en hommage à Cyrus H. K. Curtis, éditeur du Saturday Evening Post qui résida à Camden. 

## Géographie
Elle s'étend sur approximativement 338 m de longueur pour une largeur d'environ 130 m. Elle est en forme de goutte  au large de Dillingham Point, qui marque l'extrémité sud du port de Camden. L'île est principalement boisée, avec une zone dégagée à son extrémité sud-est où se trouve le phare. Le complexe de phares se compose d'une tour circulaire en briques, d'une maison de gardien à ossature de bois d'un étage et demi, d'une petite cabane en briques et d'une remise à outils. Le quai est situé à l'extrémité nord-ouest abritée de l'île, avec un chemin reliant les deux zones.
L'île fut connue sous le nom de Negro Island jusqu'en 1934, date à laquelle elle fut rebaptisée Curtis Island en l'honneur de Cyrus HK Curtis, éditeur et philanthrope qui la visitait fréquemment.
L'île Curtis est connue pour son phare représenté en 1851 dans la toile de Fitz Henry Lane, Lighthouse at Camden Maine.